# 家魚
家魚（かぎょ）は、食用などに利用するために飼育する魚の総称。または野生の魚を人間の生活に役立てるために品種改良を施し飼育しているものをいう。また、観賞魚としての魚を家魚として扱う場合がある。

## 概要
家魚という言葉は家畜化された魚を意味する言葉である。東アジアや東南アジアでは養魚が盛んであるが、とりわけ中華人民共和国が突出している。中華人民共和国では養魚の生産量が海洋で約2313万トン、河川湖沼などでは約2013万トンであり、これはどちらも世界の養殖生産量の約7割を占める。
中国においての養魚の歴史は一説によると紀元前12世紀の殷の時代にまで遡るとされる。
経済発展と共に中国の生産技術は高まり、単なる魚の養殖だけではなく他の資源と緊密で複雑に組み合わされた高度な資源利用構造を築き上げていった。これは自家生産よりも商品として販売するために発達したものである。江南地域は伝統的農業から発展した技術が存在しており、明・清の時代には既に農業・牧畜・養魚が効率的に組み合わされた資源利用が行われていた。
家魚は物質循環を考慮した複雑な循環系を編み出されており、特に四大家魚においては4種の植生や生態の違いを考慮して一緒に飼育されている。

### 観賞魚としての家魚
中国において代表的な緋色の魚とはキンギョである。フナから改良された魚であり、食用ではなく観賞用として生産される。